# Isla de la Juventud
Isla de la Juventud (z hiszp. „Wyspa Młodości”, do 1978 Isla de Pinos – „Wyspa Sosen”) − nizinna wyspa leżąca na Morzu Karaibskim, na południe od zachodniego krańca wyspy Kuba, w Zatoce Batabanó. Należy do Kuby. Jest drugą co do wielkości kubańską wyspą, a szóstą w archipelagu Antyli. 
Powierzchnia wyspy wynosi 3056 km², zamieszkuje ją ok. 86 tys. osób. Głównym miastem na Isla de la Juventud jest Nueva Gerona, leżące w północnej części wyspy.
Ludność wyspy zajmuje się rybołówstwem, hodowlą bydła oraz uprawą drzew cytrusowych. Na wyspie rozwinął się przemysł ceramiczny oraz spożywczy.

## Historia
Wyspa została odkryta przez Krzysztofa Kolumba 13 czerwca 1494 roku i została nazwana La Evangelista. Pierwszy raz na mapie pojawiła się w 1529 roku, sporządzonej przez Diego Riverę. Wówczas była znana pod nazwą Isla de Pinos.
Pozostawała bezludna aż do początku XIX wieku, kiedy to władze hiszpańskie zdecydowały się na jej kolonizację. 17 grudnia 1830 roku została założona Nueva Gerona, obecnie największe miasto na wyspie i stolica gminy. 
W latach 1953–1955 w więzieniu na wyspie byli osadzeni uczestnicy ataku na koszary armii, Ruchu 26 Lipca pod przywództwem Fidela Castro. W 1978 nazwa wyspy została zmieniona na obecną, co w tłumaczeniu oznacza Wyspę Młodości.